# Ski acrobatique aux Jeux olympiques de 2018 – Sauts femmes
Navigation
Sotchi 2014 Pékin 2022
L'épreuve féminine de sauts des Jeux olympiques d'hiver de 2018 a lieu les 15 février 2018 et 16 février 2018 au Bokwang Phoenix Park. C'est la septième apparition de cette épreuve aux Jeux olympiques d'hiver.

## Médaillées
| Or                          | Argent            | Bronze             |
| Hanna Huskova (Biélorussie) | Zhang Xin (Chine) | Kong Fanyu (Chine) |

## Résultats

### Qualification 1
Q = Qualifiée pour la finale
| Rang | Dossard | Nom                      | Nationalité  | Score  | Note |
| ---- | ------- | ------------------------ | ------------ | ------ | ---- |
| 1    | 9       | Alexandra Orlova         | Russie (OAR) | 102.22 | Q    |
| 2    | 2       | Hanna Huskova            | Biélorussie  | 100.45 | Q    |
| 3    | 1       | Xu Mengtao               | Chine        | 99.37  | Q    |
| 4    | 3       | Kristina Spiridonova     | Russie (OAR) | 97.64  | Q    |
| 5    | 6       | Danielle Scott           | Australie    | 93.76  | Q    |
| 6    | 29      | Zhang Xin                | Chine        | 90.24  | Q    |
| 7    | 12      | Kong Fanyu               | Chine        | 89.77  |      |
| 8    | 16      | Liubov Nikitina          | Russie (OAR) | 88.83  |      |
| 9    | 17      | Madison Olsen            | États-Unis   | 87.88  |      |
| 10   | 19      | Olga Polyuk              | Ukraine      | 82.21  |      |
| 11   | 13      | Ashley Caldwell          | États-Unis   | 81.81  |      |
| 12   | 22      | Zhanbota Aldabergenova   | Kazakhstan   | 81.07  |      |
| 13   | 20      | Yan Ting                 | Chine        | 80.95  |      |
| 14   | 27      | Marzhan Akzhigit         | Kazakhstan   | 79.17  |      |
| 15   | 11      | Alla Tsuper              | Biélorussie  | 77.90  |      |
| 16   | 18      | Catrine Lavallée         | Canada       | 73.08  |      |
| 17   | 8       | Kiley McKinnon           | États-Unis   | 72.26  |      |
| 18   | 5       | Lydia Lassila            | Australie    | 66.27  |      |
| 19   | 7       | Laura Peel               | Australie    | 64.86  |      |
| 20   | 10      | Alina Gridneva           | Russie (OAR) | 60.16  |      |
| 21   | 26      | Akmarzhan Kalmurzayeva   | Kazakhstan   | 58.58  |      |
| 22   | 14      | Samantha Wells           | Australie    | 54.28  |      |
| 23   | 28      | Ayana Zholdas            | Kazakhstan   | 51.01  |      |
| 24   | 4       | Aliaksandra Ramanouskaya | Biélorussie  | 38.85  |      |
| 25   | 30      | Kim Kyoung-eun           | Corée du Sud | 35.67  |      |

### Qualification 2
Q = Qualifiée pour la finale
| Rang | Dossard | Nom                      | Nationalité  | Saut 1 | Saut 2 | Meilleur saut | Note |
| ---- | ------- | ------------------------ | ------------ | ------ | ------ | ------------- | ---- |
| 1    | 11      | Alla Tsuper              | Biélorussie  | 77.90  | 99.37  | 99.37         | Q    |
| 2    | 12      | Kong Fanyu               | Chine        | 89.77  | 95.17  | 95.17         | Q    |
| 3    | 7       | Laura Peel               | Australie    | 64.86  | 89.46  | 89.46         | Q    |
| 4    | 16      | Liubov Nikitina          | Russie (OAR) | 88.83  | 84.24  | 88.83         | Q    |
| 5    | 8       | Kiley McKinnon           | États-Unis   | 72.26  | 87.88  | 87.88         | Q    |
| 6    | 17      | Madison Olsen            | États-Unis   | 87.88  | 80.04  | 87.88         | Q    |
| 7    | 22      | Zhanbota Aldabergenova   | Kazakhstan   | 81.07  | 85.36  | 85.36         |      |
| 8    | 4       | Aliaksandra Ramanouskaya | Biélorussie  | 38.85  | 83.65  | 83.65         |      |
| 9    | 20      | Yan Ting                 | Chine        | 80.95  | 82.94  | 82.94         |      |
| 10   | 19      | Olga Polyuk              | Ukraine      | 82.21  | 55.50  | 82.21         |      |
| 11   | 13      | Ashley Caldwell          | États-Unis   | 81.81  | 55.86  | 81.81         |      |
| 12   | 27      | Marzhan Akzhigit         | Kazakhstan   | 79.17  | 70.20  | 79.17         |      |
| 13   | 18      | Catrine Lavallée         | Canada       | 73.08  | 71.34  | 73.08         |      |
| 14   | 5       | Lydia Lassila            | Australie    | 66.27  | 63.45  | 66.27         |      |
| 15   | 10      | Alina Gridneva           | Russie (OAR) | 60.16  | 60.98  | 60.98         |      |
| 16   | 26      | Akmarzhan Kalmurzayeva   | Kazakhstan   | 58.58  | 47.32  | 58.58         |      |
| 17   | 14      | Samantha Wells           | Australie    | 54.28  | 58.27  | 58.27         |      |
| 18   | 28      | Ayana Zholdas            | Kazakhstan   | 51.01  | 57.98  | 57.98         |      |
| 19   | 30      | Kim Kyoung-eun           | Corée du Sud | 35.67  | 44.20  | 44.20         |      |

### Finale
| Rang                                | Dossard | Nom                  | Nationalité  | Saut 1 | Rang | Saut 2 | Rang | Saut 3 |
| ----------------------------------- | ------- | -------------------- | ------------ | ------ | ---- | ------ | ---- | ------ |
| Médaille d'or, Jeux olympiques      | 2       | Hanna Huskova        | Biélorussie  | 94.15  | 1    | 85.05  | 4    | 96.14  |
| Médaille d'argent, Jeux olympiques  | 29      | Zhang Xin            | Chine        | 87.25  | 6    | 94.11  | 2    | 95.52  |
| Médaille de bronze, Jeux olympiques | 12      | Kong Fanyu           | Chine        | 89.77  | 4    | 97.29  | 1    | 70.14  |
| 4                                   | 11      | Alla Tsuper          | Biélorussie  | 90.82  | 3    | 84.00  | 5    | 59.94  |
| 5                                   | 7       | Laura Peel           | Australie    | 85.05  | 9    | 85.65  | 3    | 55.34  |
| 6                                   | 17      | Madison Olsen        | États-Unis   | 85.36  | 8    | 83.23  | 6    | 47.23  |
| 7                                   | 16      | Liubov Nikitina      | Russie (OAR) | 85.68  | 7    | 80.01  | 7    | —      |
| 8                                   | 9       | Alexandra Orlova     | Russie (OAR) | 89.28  | 5    | 61.25  | 8    | —      |
| 9                                   | 1       | Xu Mengtao           | Chine        | 91.00  | 2    | 59.25  | 9    | —      |
| 10                                  | 8       | Kiley McKinnon       | États-Unis   | 80.95  | 10   | —      | —    | —      |
| 11                                  | 3       | Kristina Spiridonova | Russie (OAR) | 57.64  | 11   | —      | —    | —      |
| 12                                  | 6       | Danielle Scott       | Australie    | 57.01  | 12   | —      | —    | —      |